# Índice das actas das reuniões CML (1974)
Índice das actas das reuniões da Câmara Municipal de Lisboa publicou-se no crucial ano de 1974 pela autoria da própria Câmara Municipal de Lisboa